# Райхель, Наташа
Наташа В. Райхель (Natasha V. Raikhel; род. 11 января 1947, Ленинград) — американский ботанический цитолог советского происхождения. Доктор, эмерит-заслуженный (выдающийся) профессор Калифорнийского университета в Риверсайде, член Национальной АН США (2012).
В 2018—2019 годах главред PNAS.

Растения смогут жить без нас — мы не сможем жить без растений.
Оригинальный текст (англ.)Plants can live without us, but we cannot live without plants.

## Биография
Хотела стать пианисткой.
Окончила ЛГУ (1970). Докторскую степень по цитологии получила в Институте цитологии АН (Ленинград). В 1979 году вместе с мужем энтомологом Александром Райхелем и сыном эмигрировали в США. Являлась постдоком в Университете Джорджии, куда затем поступила в штат.
Проработав около десяти лет в Университете штата Мичиган, в 2001 году перешла оттуда в Калифорнийский университет в Риверсайде, где ныне эмерит-заслуженный (выдающийся) профессор ботанической цитологии, директор-основатель его Центра ботанической цитологии (с 2002 по 2012?), а также экс-директор Institute for Integrative Genome Biology (IIGB), где в её честь учреждена Natasha V. Raikhel Award in Research Innovation and Science Leadership, первое награждение которой состоялось в 2017 году.
В 2000—2005 годах главред Plant Physiology.
Ассоциированный редактор PNAS.
Является давней и близкой подругой Сьюзан Уэсслер, также профессора Калифорнийского университета в Риверсайде, нынешнего (с 2011) хоум-секретаря НАН США.
Фелло Американского общества ботаников (2007), а также Американской (2003) и Японской (1996) ассоциаций содействия развитию науки.
Награды и отличия
- Стипендия Гуггенхайма (1996)
- WICB Senior Award[англ.] (2002)
- Stephen Hales Prize, Американское общество ботаников (2004)
- Faculty Research Lecturer Award Калифорнийского университета в Риверсайде (2004)
- Adolph E. Gude, Jr., Award, Американское общество ботаников (2013)